# Lei de Imunidades para Organizações Internacionais
A Lei de Imunidades para Organizações Internacionais (IOIA) é uma lei federal dos Estados Unidos promulgada em 1945. Ela "estabeleceu um grupo especial de organizações estrangeiras ou internacionais cujos membros poderiam trabalhar nos Estados Unidos e desfrutar de certas isenções de impostos e leis de busca e apreensão dos Estados Unidos". Essas vantagens geralmente são concedidas a órgãos diplomáticos.

## Informações básicas
O 79º congressista dos Estados Unidos aprovou o IOIA em 29 de dezembro de 1945; a Lei encontra-se no Título 22, capítulo 7, subcapítulo XVIII. A IOIA concede às organizações internacionais e seus funcionários certas isenções, imunidades e privilégios que outras organizações e seus funcionários não recebem.  O IOIA foi aprovado para fortalecer as organizações internacionais com as quais os EUA colaboram, incluindo aquelas localizadas em países estrangeiros. O Comitê do Senado acreditava que a aprovação dessa lei permitiria que as organizações internacionais tivessem um desempenho mais eficaz e alcançassem seus objetivos.